# Prix Egon Ranshofen-Wertheimer

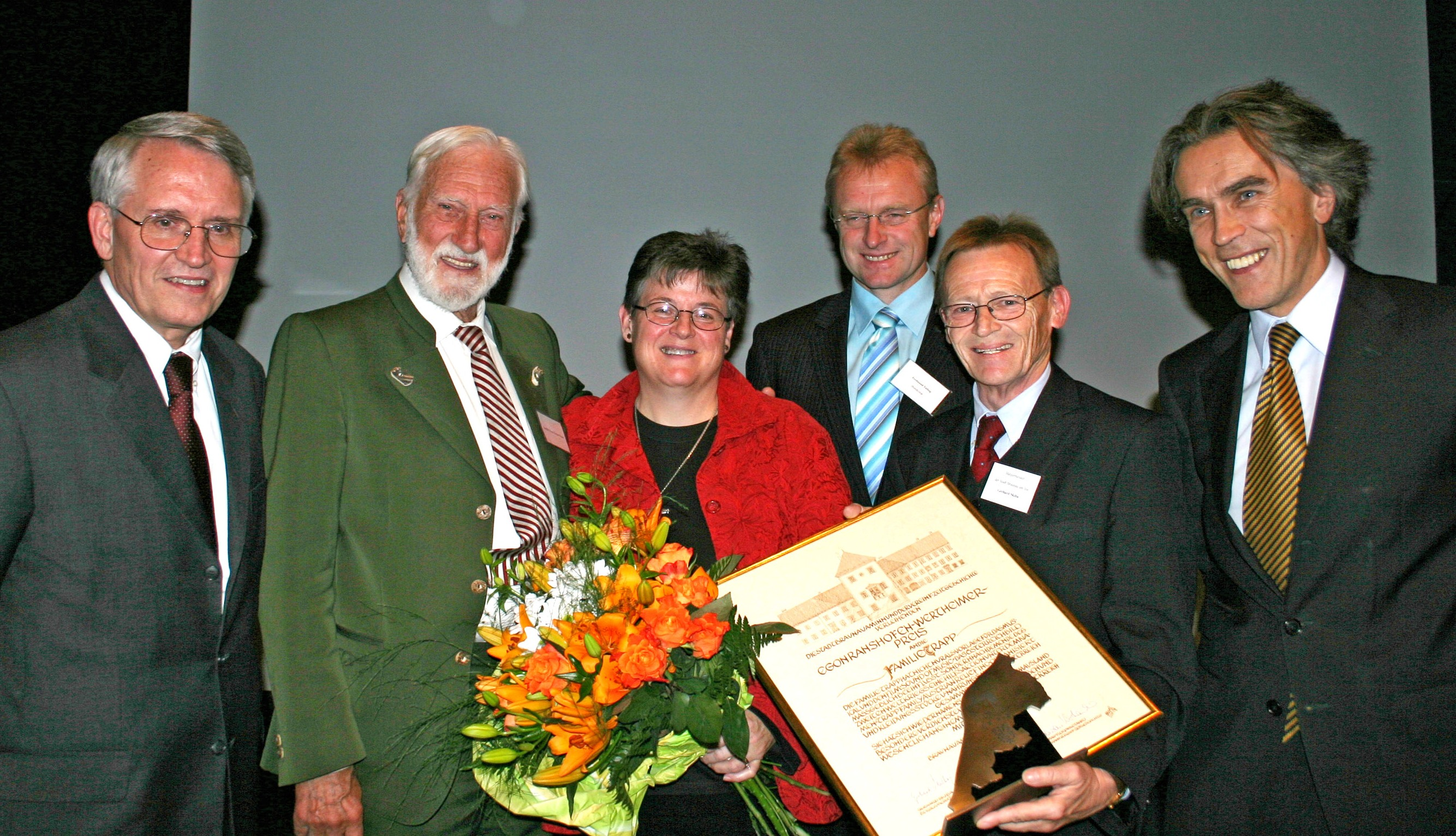
Braunau am Inn honors Tizzy von Trapp-Walker with the prix d’Egon Ranshofen- Wertheimer

Le prix Egon Ranshofen-Wertheimer est fondé à Braunau am Inn par l’Association de l’histoire contemporaine, début 2007. Dr Egon Ranshofen-Wertheimer (né à Ranshofen en 1894) était journaliste, scientifique politique et diplomate. Le prix sera décerné à des « nouveaux Autrichiens » (des étrangers qui ont obtenu la naturalisation) s’étant engagés de manière notable pour l’Autriche.
La première remise du prix aura lieu le 29 septembre 2007 pendant la seizième session des Journées de l'histoire contemporaine de Braunau.

## Lauréats
2007 La famille Trapp (Tizzy von Trapp-Walker)
2008 Ernst Florian Winter
2010 Dietmar Schönherr